# 立花瑠莉
立花 瑠莉（たちばな るり、1992年1月19日 - ）は、日本のAV女優。MMR所属。

## 略歴・人物
東京都出身。趣味は旅行、特技は料理。
2016年8月、アリスJAPANの専属女優としてAVデビュー。
2017年5月11日、川崎ロック座でストリップデビュー。
2018年3月、所属事務所をギルフィに移し「白咲りの（しろさき りの）」に改名。

## 出演作品

### アダルトDVD
2016年
- 【新人】 立花瑠莉はすべてが規格外。 ※マジでアガるカラダもってます。（8月13日、アリスJAPAN）
- 【常習危険】 ケダモノ絶頂（9月13日、アリスJAPAN）
- 伸びしろありすぎ立花瑠莉。 カミッテル騎乗位で下品な腰つき（10月13日、アリスJAPAN）
- ひたすら私利私欲 カンパニー松尾 VS 立花瑠莉（11月13日、アリスJAPAN）

2017年
- 貴方だけを見つめ続ける淫語中出しソープ（1月7日、Fitch）
- 超美乳パイズリFカップ 愛しのバニーガル♥（1月19日、Be Free）
- 限界集落に越してきた人妻 〜村民達の慰みモノにされる日々〜（2月1日、マドンナ）
- 触手堕ち! 異種孕ませ極限快楽FUCK（2月1日、エムズビデオグループ）
- 最高のカラダvs中年オヤジ ねっとり絡みつきSEX（2月7日、痴女ヘブン）
- 有名コスプレイヤー月に一度の危険日中出しオフ会（2月13日、ワンズファクトリー）※「るり」名義
- 汗だく競泳水着で中年親父とグチョヌレ性交（2月25日、MOODYZ）
- 接吻乳首責めレズビアン 〜義姉の卑猥なレズキスニップル調教〜（3月13日、Fitch）共演:本田岬
- 巨乳美容師の誘惑チラリサロン（4月13日、痴女ヘブン）
- もう射精してるのに抜き挿しが止まらないグイングインうねる腰振り騎乗位中出し（5月13日、本中）
- ハーレム3輪車ソープ たっぷり真性中出しSPECIAL (6月19日、MOODYZ) 共演:水野朝陽、若菜奈央
- 立花瑠莉 デビュー作からのセックスすべて見せます (8月12日、アリスJAPAN) ※総集編
- そそる下半身 思わずバックで打ちつけたくなるグラマラスな美尻美女と興奮SEX（10月13日、S-Cute）他出演：はるのるみ、水沢のの、青山はな、成海さやか
- ベッドの上では甘えん坊。エロ可愛い反応で乱れる姿が生々しい濡事（12月13日、S-Cute）他出演：葉月もえ、小西悠、桜庭このみ、はるのるみ

### イメージDVD
- 立花瑠莉はオレのカノジョ。（2017年3月25日、GARDEN）